# Eulogio Vargas
Eulogio Ramón Vargas (ur. 21 marca 1931) – piłkarz boliwijski, obrońca, pomocnik.
Jako piłkarz klubu Chaco Petrolero La Paz wziął udział w turnieju Copa América 1963, gdzie Boliwia zdobyła tytuł mistrza Ameryki Południowej. Vargas zagrał w pięciu meczach – z Ekwadorem, Kolumbią, Peru, Argentyną i Brazylią.
Razem z klubem Universitario La Paz wziął udział w turnieju Copa Libertadores 1970, gdzie jego drużyna zajęła w grupie ostatnie miejsce i odpadła w fazie grupowej.